# Liars (musikalbum)
Liars är det fjärde studioalbumet med bandet Liars, släppt 28 augusti 2007 av Mute Records. Albumet använder mer traditionella instrument och låtstrukturer än tidigare album. Musikkritiker gav albumet bra recensioner, med 79 av 100 poäng på Metacritic.
Atlas Sound har gjort en cover på låten "Pure Unevil".

## Låtlista
| Nr           | Titel                       | Längd |
| ------------ | --------------------------- | ----- |
| 1.           | Plaster Casts of Everything | 3:56  |
| 2.           | Houseclouds                 | 3:21  |
| 3.           | Leather Prowler             | 4:25  |
| 4.           | Sailing to Byzantium        | 4:02  |
| 5.           | What Would They Know        | 3:11  |
| 6.           | Cycle Time                  | 2:16  |
| 7.           | Freak Out                   | 2:30  |
| 8.           | Pure Unevil                 | 3:52  |
| 9.           | Clear Island                | 2:38  |
| 10.          | The Dumb in the Rain        | 4:21  |
| 11.          | Protection                  | 4:30  |
| Total längd: | Total längd:                | 39:02 |